# Yummie
Yummie é uma banda sueca de bubblegum dance que foi formada pelos músicos Göran Florén, Teddy Gustavsson, Petra Garnås e Thomas Walther em 1995. O grupo é bastante conhecido por seu single de 1999 "Bubblegum", do álbum Sweet'n'Sour do ano 2000. A formação do grupo foi sugerida que tivessem as mesmas características do Aqua e Ace of Base, com algumas músicas sendo mais bubblegum pop do que bubblegum dance.
Em 2000, o álbum de estréia do grupo, "Sweet 'n Sour" foi lançado em vários países incluindo Japão, Estônia, Noruega e Suécia (país natal do grupo). Depois de lançar a música Get Out of my Face para as estações de rádio e se apresentar com sucesso no Laulupidu (na Estônia), o grupo se separou em 2001. Um álbum chamado Bar BQ também estava em obras antes da separação, mas nunca foi lançado devido ao medo do grupo de não obter vendas e também do álbum ser alvo de pirataria.

## Discografia

### Álbum de estúdio
- 2000: Sweet'n'Sour

### Singles
- "Bubblegum" (1999)
- "Poppa Joe" (2000)
- "Get out of my face" (promocional) (2001)[2]